# برونگسواویه
برونگسواویه (به لهستانی:  Bronisławie) یک روستا در لهستان است که در گمینا اویژنگ واقع شده‌است. برونگسواویه ۱۵۲ نفر جمعیت دارد.